# سد قداره
سد قداره (به عربی: سد قدارة) یک سد خاکی در الجزایر است که در Keddara واقع شده‌است.